# Фендерсхајм
Фендерсхајм (њем. Vendersheim) општина је у њемачкој савезној држави Рајна-Палатинат. Једно је од 69 општинских средишта округа Алцеј-Вормс. Према процјени из 2010. у општини је живјело 591 становника. Посједује регионалну шифру (AGS) 7331065.

## Географски и демографски подаци
Фендерсхајм се налази у савезној држави Рајна-Палатинат у округу Алцеј-Вормс. Општина се налази на надморској висини од 217 метара. Површина општине износи 4,2 km². У самом мјесту је, према процјени из 2010. године, живјело 591 становника. Просјечна густина становништва износи 142 становника/km².

## Међународна сарадња
| Мјесто | Држава    | Врста сарадње | Од    |
| ------ | --------- | ------------- | ----- |
| Бриле  | Француска | контакт       | 1995. |
| Извор  |           |               |       |